# Fredski
Fredski er en house-dj/producer fra København, Danmark.